# 仙台臨海鉄道
仙台臨海鉄道株式会社（せんだいりんかいてつどう）は、宮城県で貨物専業の鉄道を経営している鉄道事業者である。宮城県や日本国有鉄道（国鉄）などの出資により設立された。

## 歴史
仙台市の臨海部に貨物鉄道を敷設する構想は1962年（昭和37年）に始まる。この年に宮城県が策定した「新産業都市仙台湾臨海地域開発計画」の中で、開発予定地である沿岸部と内陸部を結ぶ鉄道路線の建設が盛り込まれ、宮城県と国鉄が協議を始めた。
この構想段階においては、臨海鉄道と国鉄線との接続について二つの案が検討された。一つは東北本線貨物支線の宮城野駅から分岐する形で新線を建設するもので、もう一つは東北本線の陸前山王駅から分岐する形で線路を敷設するものだった。太平洋戦争中に多賀城には海軍工廠があり、陸前山王駅からここへ向けて軍用線が引き込まれていた。臨海鉄道の陸前山王駅分岐案はこの軍用線跡地を活用するものであり、検討された結果この陸前山王駅分岐案が採用されることになった。
1970年（昭和45年）に宮城県や国鉄、建設中である仙台港に進出を予定している各企業の出資により仙台臨海鉄道株式会社が発足し、この年のうちに鉄道の建設工事が始まった。仙台港については1967年（昭和42年）から建設工事が行われており、1971年（昭和46年）の7月に開港を迎えた。仙台臨海鉄道はまず東北石油仙台製油所に対応するために、この年の10月から臨海本線を開業して営業を始めた。次いで、仙台港の公共埠頭整備に合わせて1975年（昭和50年）9月に仙台埠頭線が開業し、また、キリンビール仙台工場の仙台港への移転に伴って1983年（昭和58年）4月に仙台西港線が営業を開始した。
仙台臨海鉄道は貨物専業の鉄道事業者であるが、何度か期間限定で旅客営業を行った。1987年（昭和62年）に仙台西港駅付近で開催された「'87未来の東北博覧会」では、仙台駅と仙台臨海鉄道に臨時に設置された東北博覧会前駅との間を旅客列車が往復した。このうち一部の列車は西日本旅客鉄道（JR西日本）から借用した蒸気機関車（C56 160号機）を使って運行された。また1997年（平成9年）に仙台西港駅付近で開催された「国際ゆめ交流博覧会」でも同様に、仙台駅と臨時に設置されたゆめ交流博前駅との間を旅客列車が往復した。なお、2018年（平成30年）9月に仙台埠頭駅 - 松島駅間で運行された、仙台港に寄港するクルーズ船客を運ぶ臨時のアクセス列車は、東日本旅客鉄道（JR東日本）が第二種鉄道事業者の許可を受けて事業主体となった。

### 年表
- 1970年（昭和45年）11月7日 - 会社設立（資本金3億5000万円）[1]。
- 1971年（昭和46年）
  - 9月10日 - 子会社仙台臨海通運を設立。
  - 10月1日 - 臨海本線が開業。
- 1975年（昭和50年）9月1日 - 仙台埠頭線が開業[8]。
- 1983年（昭和58年）4月1日 - 仙台西港線が開業。
- 1988年（昭和63年）3月13日 - コンテナ輸送開始。
- 1998年（平成10年）4月1日 - 海上コンテナ輸送開始。
- 2011年（平成23年）
  - 3月11日 - 東北地方太平洋沖地震（東日本大震災）および同地震に伴う津波で被災[9]。全長約10kmの路線のうち3/4が被害を受け、運転指令所のある本社なども浸水した[10]。また、機関車3両が津波に流され、SD55 101および103号機は脱線、102号機は横転し、うち101号機と102号機は廃車となった。東日本大震災で被災・横転した機関車SD55 102

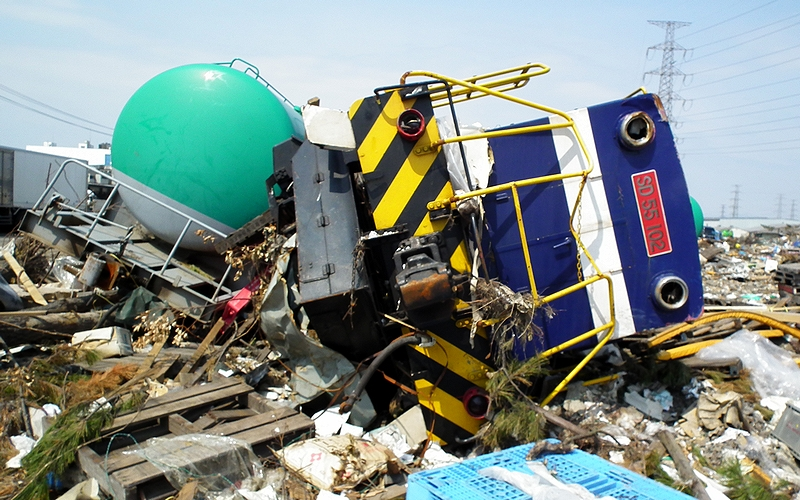
東日本大震災で被災・横転した機関車SD55 102

  - 4月19日 - 本格的に復旧作業を開始[10]。
  - 11月8日 - 秋田臨海鉄道よりDE65形ディーゼル機関車2号機が、復興支援のため8年間貸し出される。
  - 11月25日 - 臨海本線陸前山王駅 - 仙台港駅間と仙台西港線で運行を再開[11]。仙台港駅での貨物取り扱いはせず。
- 2012年（平成24年）
  - 3月16日 - 仙台埠頭線で運行を再開[11]。
  - 3月19日 - 仙台港駅での貨物取り扱いを再開。
  - 9月7日 - 臨海本線仙台港 - 仙台北港駅間で運行を再開[11]。
- 2018年（平成30年）
  - 5月7日 - 吹田貨物ターミナル駅 - 郡山貨物ターミナル駅 - 仙台港駅間で西濃運輸専用貨物列車「カンガルーライナーSS60」の運転を開始[12][13]。

## 路線
以下の3路線を保有している。
- 臨海本線 ： 陸前山王駅（北緯38度17分58.8秒 東経140度58分44.9秒 / 北緯38.299667度 東経140.979139度） - 仙台港駅（北緯38度16分35.5秒 東経141度0分48.8秒 / 北緯38.276528度 東経141.013556度） - 仙台北港駅（北緯38度17分9秒 東経141度1分42.2秒 / 北緯38.28583度 東経141.028389度）
- 仙台埠頭線 ： 仙台港駅 - 仙台埠頭駅（北緯38度16分24.8秒 東経141度0分45秒 / 北緯38.273556度 東経141.01250度）
- 仙台西港線 ： 仙台港駅 - 仙台西港駅（北緯38度16分24.7秒 東経140度59分32.8秒 / 北緯38.273528度 東経140.992444度）

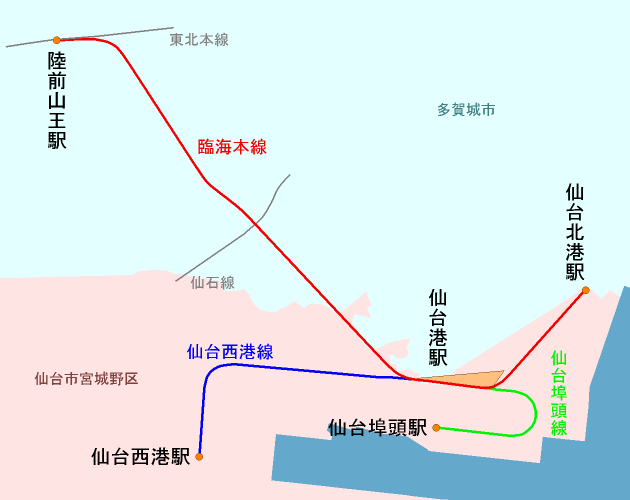
路線図

## 車両

### 現用車両
- SD55 103号機
DD55形のうち自社発注機DD55 1（1971年新潟鐵工所製）の機関を後述のSD55 101号機と同形のものに換装し、出力向上を行ったもの。施工は1998年。101号機同様ランボードに荷主であるキリンビール（ラガービール）のロゴを掲出していた。
法定検査期限満了に伴い2024年11月20日に運行を終了する予定[14]。
- DE65 1号機
元JR東日本長岡車両センター所属のDE15 1538。2020年10月2日に仙台臨海鉄道が譲受し、秋田臨海鉄道創業50周年のイベントにおいて一般公開された後、2020年11月29日から11月30日にかけて秋田港駅から仙台港駅まで回送され、2021年7月に仙台臨海鉄道で全般検査を行い、2021年10月1日より営業運転についている。
- DE65 2号機
秋田臨海鉄道より復興支援にて2011年11月から8年間の予定で貸し出されていた車両。2017年3月に同鉄道から購入し、正式に仙台臨海鉄道の機関車となった[15]。
元々は新潟臨海鉄道の自社車両として1970年に汽車会社で製造された。基本装備は概ねDE11形0番台に準じている。その後、新潟臨海鉄道の営業終了・会社解散に伴い2003年に秋田臨海鉄道に転属した。秋田臨海鉄道では新潟臨海鉄道時代の国鉄色をベースに、白帯と台枠、ステップ、手すりを黄帯に変更した塗色そのままだったが、貸し出しの際に国鉄色に塗り直された[要出典]。
同機は2018年の10月頃にJR貨物仙台総合鉄道部へ甲種輸送され、車輪削正が行われた。また、2019年の5月から仙台港駅構内で全般検査を受け、同年11月に出場した。その際、ナンバー部がプレート式になる、側面の「頑張ろう東北」シールが外される、運転席部の窓枠の白ゴムが黒に換装されるなど、いくつかの変更点があった[要出典]。
- DE65 3号機
元JR東日本盛岡車両センター青森派出（旧 青森車両センター）所属のDE10 1536。2019年7月に仙台臨海鉄道が譲受し、秋田臨海鉄道で全般検査が施行されていた。2020年5月17日から18日にかけて秋田港駅から仙台港駅まで回送された。同年5月20日に試運転を実施し、6月1日から営業運転についた[16][17]。
- DE65 5号機[18]
元秋田臨海鉄道所属のDE10 1250号機[19]。同社の事業終了・解散に伴い、2021年3月1日付で譲受した[19]。2012年12月に十勝鉄道から秋田臨海鉄道へと譲渡された車両でもある[19]。

仙台臨海鉄道の機関車は側面にキリンビールの社章を掲げていたが、これは荷主へのサービスで広告料は徴収していないとのこと。東北石油の社章も同様に掲げていたが、同社が新日本石油精製に合併したため、こちらも現在は掲出していない。
機関車の全般検査は、1995年以前は川崎市川崎区（神奈川臨海鉄道塩浜機関区隣接）の森工業に委託しており、車体関係は同社の出張作業により仙台港駅の機関区で、台車・エンジン・変速機等は機関車から取り外して同社工場に移送して、それぞれ検査を施行していた。1996年からは、JR貨物グループ内で可能な業務はグループ内の経営資源を活用する方針に基づき、検査委託先を福島臨海鉄道に変更し、機関車を甲種鉄道車両輸送により同社小名浜機関区へ移送して検査を施行していた。2006年の時点でも全般検査業務は福島臨海鉄道に委託されている。
その後、DE10系統車両の導入等もあり再び検査体制は変更された。2018年には技術継承のためSD55-103の重要部検査を一部直轄で施行した。DE10系統のDE65形については、運用中のDE65-2の2019年の全般検査及び追加譲受したDE65-1・3の運用開始前の全般検査を、秋田市の共栄物産（同系機を含む秋田臨海鉄道の機関車の全般検査等を行っていた企業）が施行した。共栄物産も、検査は機関車所在地での出張作業と主要機器取り外し・移送により行っている。2023年時点では、全般検査・重要部検査の実施主体は自社として車体関係の整備を機関区で行い、台車・エンジン・変速機等の検査・整備を専門業者に委託する体制としている。

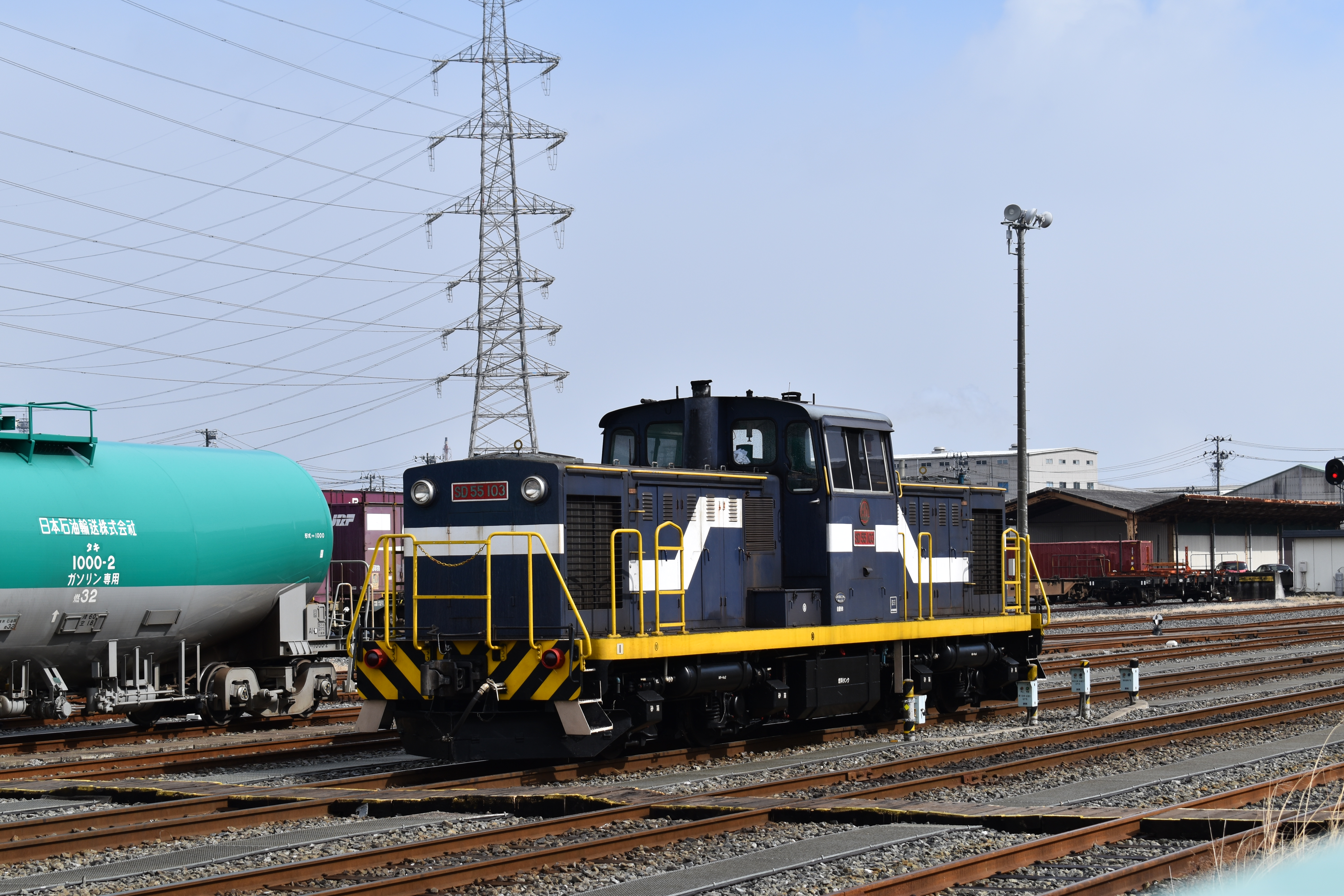
SD55 103（2020年）
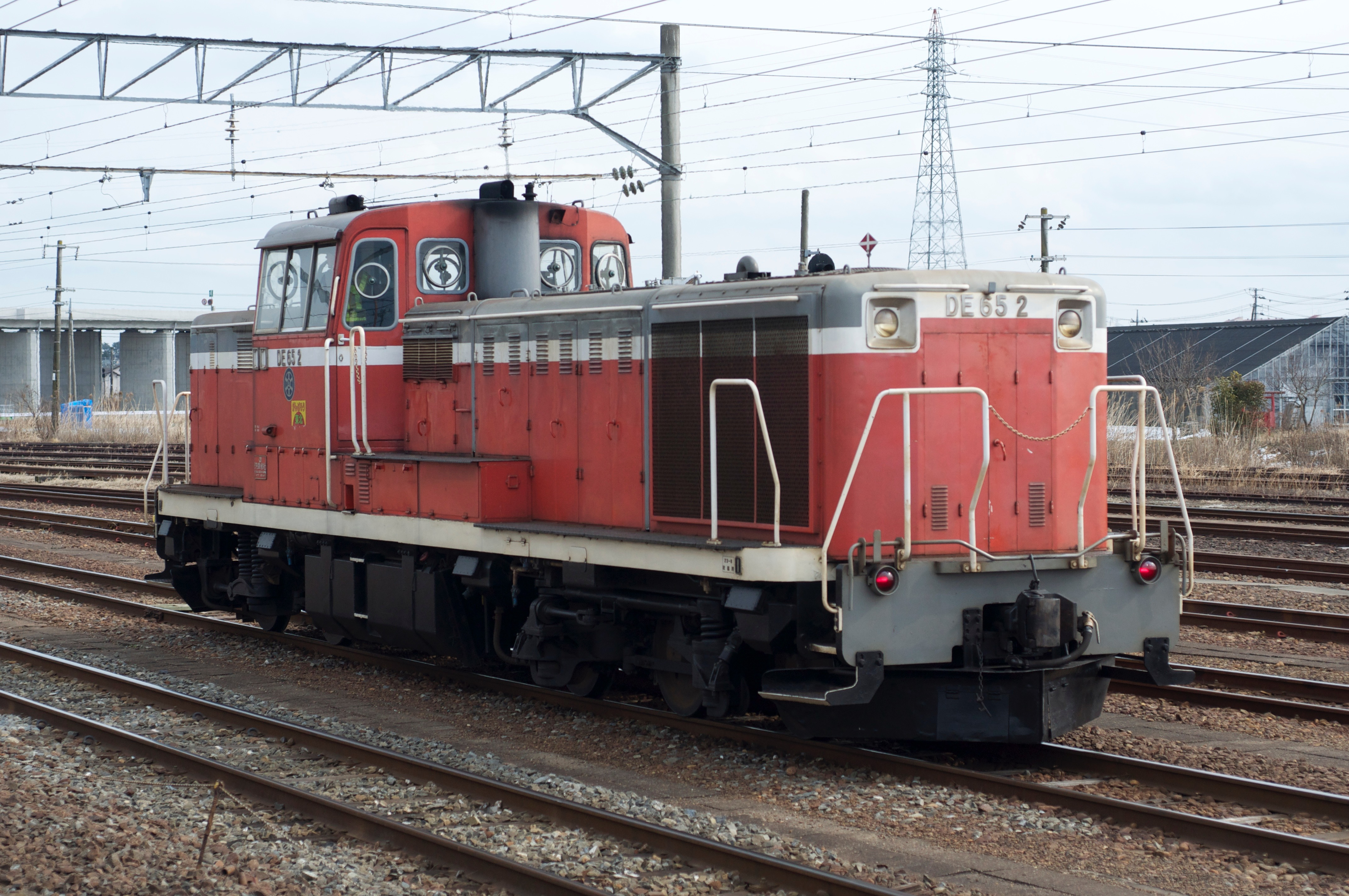
DE65 2（2015年）
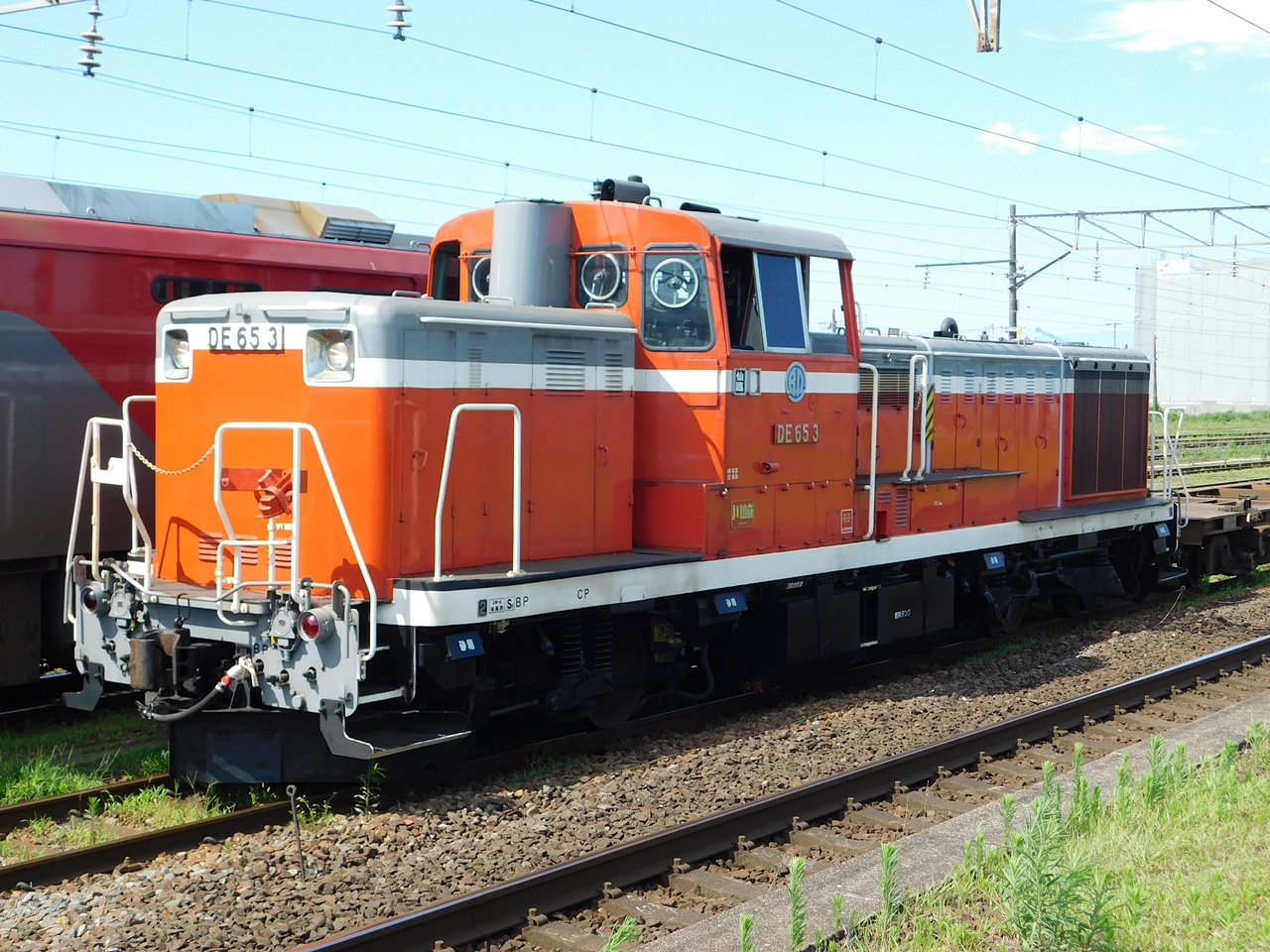
DE65 3（2022年）

### 廃車車両

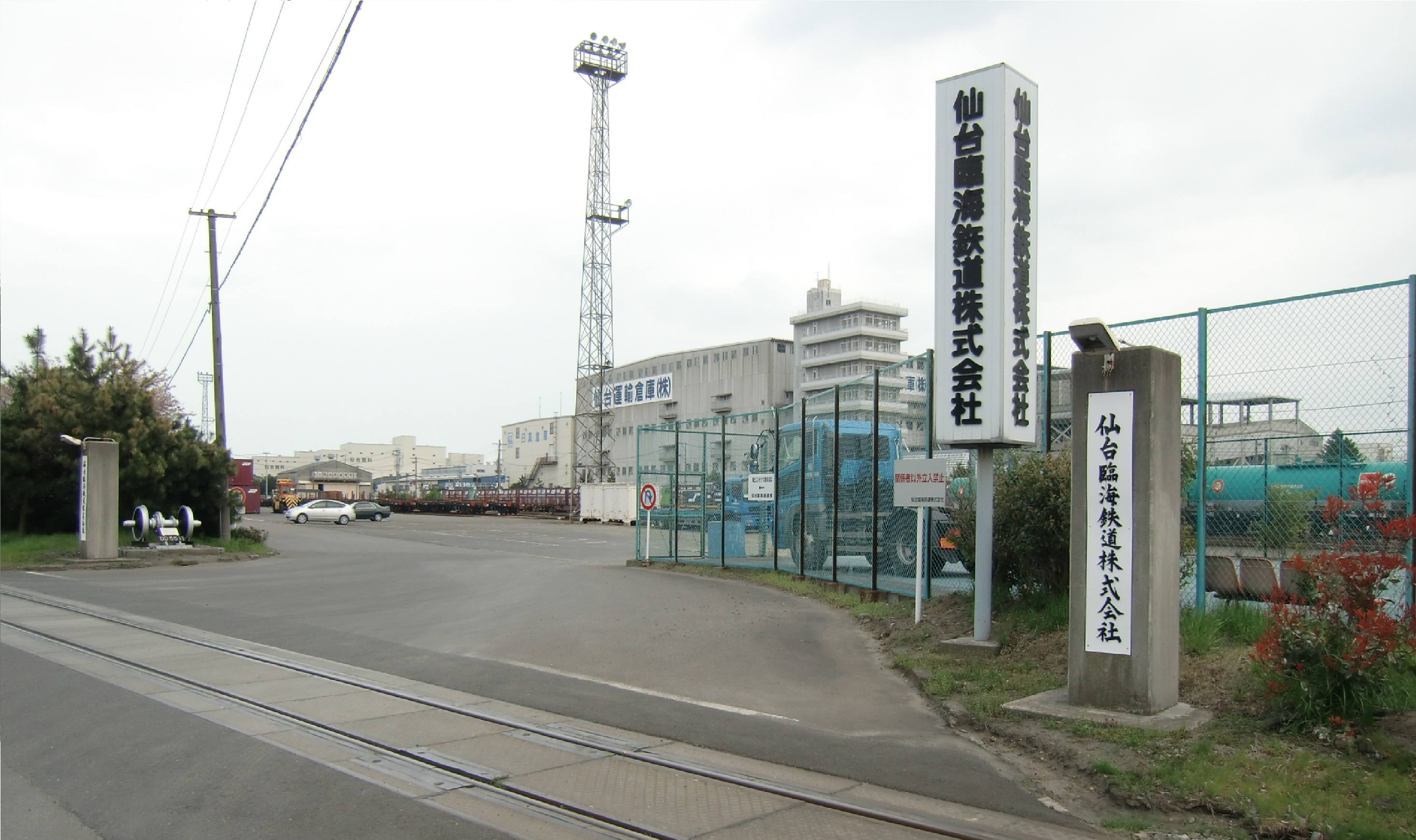
東日本大震災により、壊滅的な大被害を受ける10か月前に撮影された本社兼、仙台港駅の入り口風景。
画像左端の門柱右側には、かつて活躍していたDD55 11号機の解体された動輪が写っている。
2010年5月2日、撮影。

- SD55 101号機
自社発注機。1995年新潟鐵工所製。国鉄DD13形の発展型と位置づけられ、角型ヘッドライトの採用等は同じく自社発注機である京葉臨海鉄道KD55 201等と共通している。1997年の「国際ゆめ交流博覧会」ではJR東日本所属の12系客車の牽引機として使用されたこともある[28]。2011年3月の震災で被害を受けたため、同年7月に解体された。
- SD55 102号機
前記SD55 103号機と同様、自社発注機DD55 2（1971年新潟鐵工所製）の機関をSD55 101号機と同形のものに換装し、出力向上を行ったもの。施工は1997年。2011年3月の震災で被害を受けたため、廃車となった。
- SD55 105号機
京葉臨海鉄道から2012年に譲渡されたKD55 105号機を改番したもの。仙台臨海鉄道に来た直後はATS未整備のままでSD55 104と附番されて使用を開始した。ATS整備後にSD55 105に改番された。2021年3月29日をもって廃車となった。
- DD55 12号機
1970年日本車輌製、元鹿島臨海鉄道KRD-2号機で鹿島臨海鉄道の自社発注機。1983年に譲渡された。
元国鉄DD13形のDD55 11号機と共に使用を開始した機関車。国鉄DD13形と同型の機関車だが、国鉄DD13形より機関出力を強化し、減速比も低速域重視とされている。2006年頃に休車となり、仙台港駅の機関区の外に留置されていたが、年が経っていくにつれて少しずつ荒廃し、2009年4月頃に台車が外され、機関区付近の引込み線の上に材木で置かれていた。2010年5月に再び台車が取り付けられたが、翌年2月に解体された。
- DD55 11号機 東日本大震災により、壊滅的な大被害を受ける10か月前に撮影された本社兼、仙台港駅の入り口風景。
画像左端の門柱右側には、かつて活躍していたDD55 11号機の解体された動輪が写っている。
2010年5月2日、撮影。
元国鉄DD13形で国鉄時代の番号はDD13 112号機。1961年汽車会社製造。
1983年3月から使用が開始され、近年まで主力機として使用されていたが、2001年頃に廃車された。車体は解体され、動輪のみが仙台港駅のトラック出入口付近に保存されていた[29]。しかし、その後に発生した東日本大震災の影響により、無くなっている事がgoogleストリートビューに記録されている。
- DE10 89, 133, 134, 141号機
元国鉄DE10形。89・141号機が1969年汽車製造製、133・134号機が1969年日本車輌製である。蒸気発生装置 (SG) 付き。1986年から1987年に国鉄で廃車となって、DD55の代替として購入した。しかし、購入後一度も使用されることなく、1995年にSD55 101の購入により余剰となり、その後数年にかけて順次解体された。

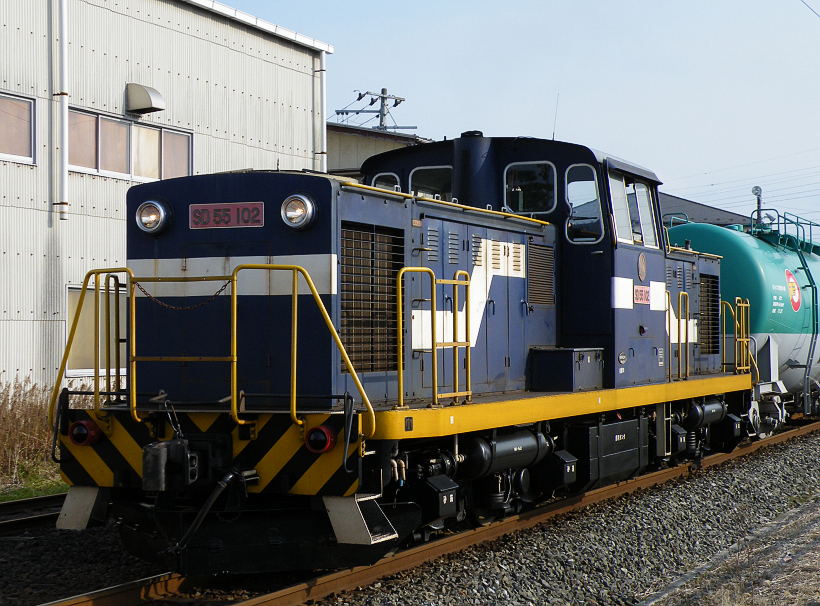
SD55 102（2009年）
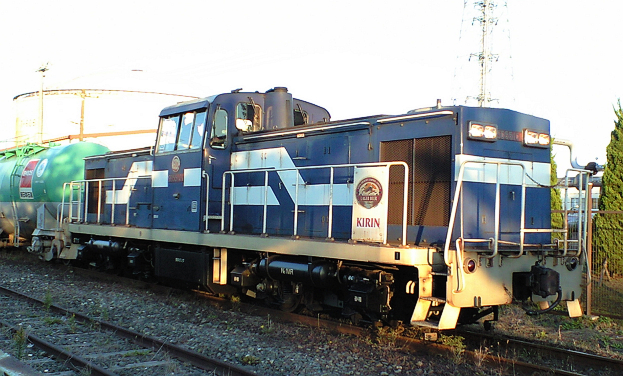
SD55 101（2008年）
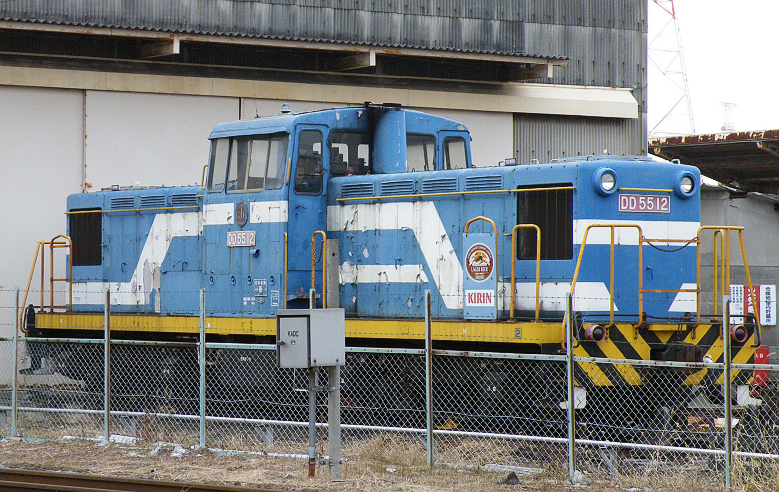
DD55 12（2009年）
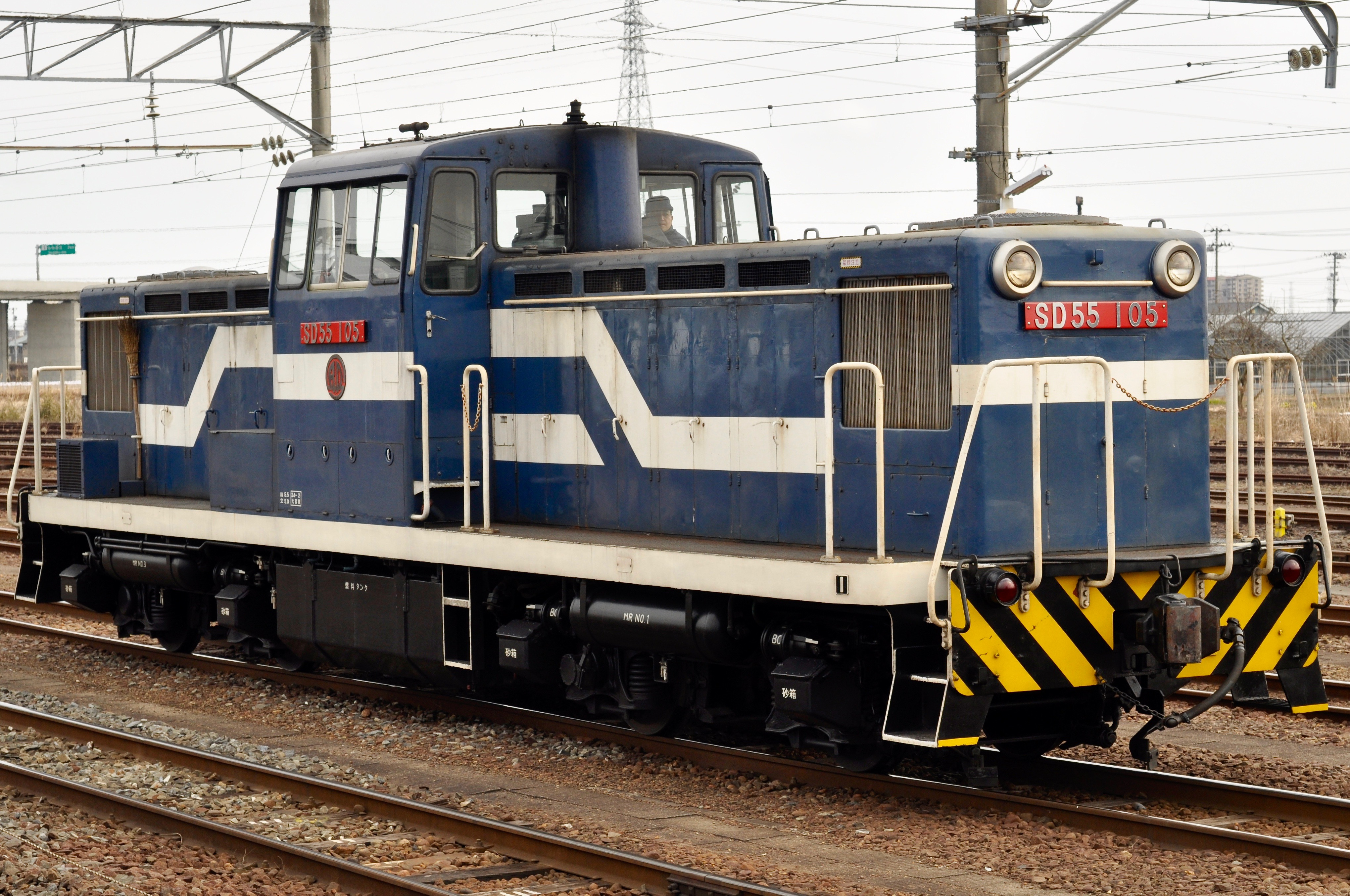
SD55 105（2015年）

### 譲渡車両
- DD35 1号機
1960年新潟鐵工所製、B-Bロッド式機関車。
仙台臨海鉄道開業時から使用されていた機関車で、常盤共同火力より譲渡された。その後、1984年まで使用されていたが、上記のDD55型2両の導入により余剰となり、同年に衣浦臨海鉄道に譲渡された。譲渡後は半田埠頭駅で入換用に使用されていたが、1987年に休車となり、1991年に廃車解体された。
- DD3501
1970年川崎重工製。
東北開発岩手セメント工場（現在の三菱マテリアル岩手工場）から1996年に譲受。仙台北港の東北石油入換用だったが2001年に産業振興に譲渡。

## 受託業務

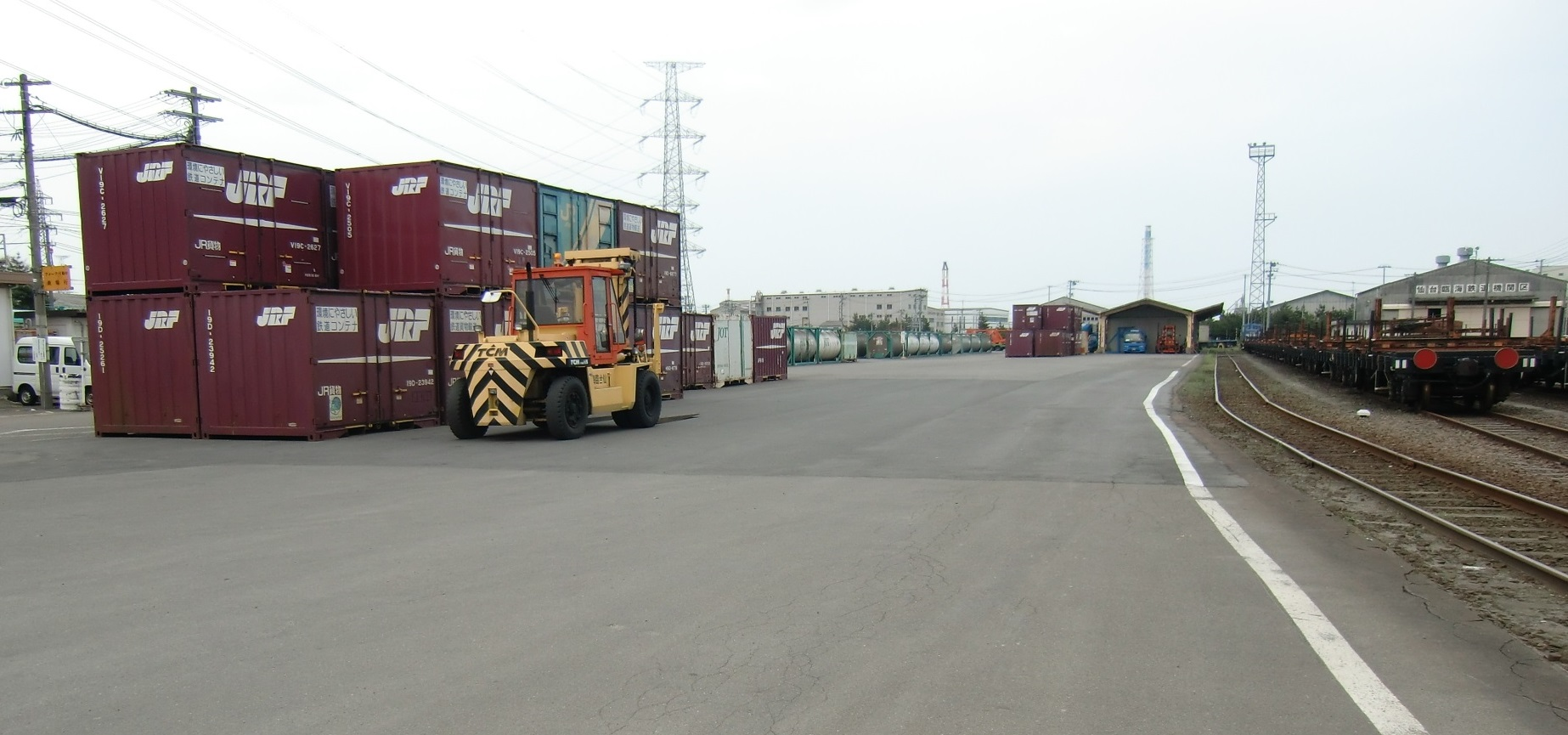
東日本大震災 により、壊滅的な大被害を受ける10か月前に撮影された仙台港駅構内のコンテナヤード （左側〜中央部） と、貨車検修庫 （右側） 風景。
2010年5月2日、撮影。

JR貨物東北支社より仙台貨物ターミナル駅、岩沼駅、陸前山王駅の貨物駅業務を受託している。
また、貨車（主に私有タンク車）の交番検査を受託しており、仙台港駅構内の機関区で一日2両程度を施行している。

## 子会社
- 仙台臨海通運 - 鉄道利用運送事業（通運）を担う。